# Giải bóng đá vô địch quốc gia Gruzia
Giải bóng đá vô địch quốc gia Gruzia (Erovnuli Liga, tiếng Gruzia: ეროვნული ლიგა; n.đ. 'Giải vô địch quốc gia'), là hạng đấu cao nhất của bóng đá chuyên nghiệp tại Gruzia. Từ năm 1990, giải đấu được tổ chức bởi Liên đoàn bóng đá chuyên nghiệp Gruzia và Liên đoàn bóng đá Gruzia. Từ năm 1927 đến năm 1989, giải đấu được tổ chức như một giải đấu khu vực trong Liên Xô. Từ năm 2017, Erovnuli Liga chuyển sang hệ thống mùa xuân-mùa thu, với chỉ 10 câu lạc bộ tham gia giải đấu hàng đầu.

## Danh sách các đội vô địch

### Sau khi giành độc lập
| 0†0 | Đội vô địch cũng giành được Cúp bóng đá Gruzia (cú đúp). |

Với tên gọi Umaglesi Liga (Giải đấu cấp cao)
| Mùa giải  | Vô địch                     | Á quân                  | Hạng ba             |
| --------- | --------------------------- | ----------------------- | ------------------- |
| 1990      | Iberia Tbilisi (1)          | Guria Lanchkhuti        | Gorda Rustavi       |
| 1991      | Iberia Tbilisi (2)          | Guria Lanchkhuti        | Kutaisi             |
| 1991–92   | Iberia-Dinamo Tbilisi (3) † | Tskhumi Sokhumi         | Gorda Rustavi       |
| 1992–93   | Dinamo Tbilisi (4) †        | Shevardeni-1906 Tbilisi | Alazani Gurjaani    |
| 1993–94   | Dinamo Tbilisi (5) †        | Kolkheti-1913 Poti      | Torpedo Kutaisi     |
| 1994–95   | Dinamo Tbilisi (6) †        | Samtredia               | Kolkheti-1913 Poti  |
| 1995–96   | Dinamo Tbilisi (7) †        | Margveti Zestaponi      | Kolkheti-1913 Poti  |
| 1996–97   | Dinamo Tbilisi (8) †        | Kolkheti-1913 Poti      | Dinamo Batumi       |
| 1997–98   | Dinamo Tbilisi (9)          | Dinamo Batumi           | Kolkheti-1913 Poti  |
| 1998–99   | Dinamo Tbilisi (10)         | Torpedo Kutaisi         | Locomotive Tbilisi  |
| 1999–2000 | Torpedo Kutaisi (1)         | WIT Georgia Tbilisi     | Dinamo Tbilisi      |
| 2000–01   | Torpedo Kutaisi (2) †       | Locomotive Tbilisi      | Dinamo Tbilisi      |
| 2001–02   | Torpedo Kutaisi (3)         | Locomotive Tbilisi      | Dinamo Tbilisi      |
| 2002–03   | Dinamo Tbilisi (11) †       | Torpedo Kutaisi         | WIT Georgia Tbilisi |
| 2003–04   | WIT Georgia Tbilisi (1)     | Sioni Bolnisi           | Dinamo Tbilisi      |
| 2004–05   | Dinamo Tbilisi (12)         | Torpedo Kutaisi         | FC Tbilisi          |
| 2005–06   | Sioni Bolnisi (1)           | WIT Georgia Tbilisi     | Dinamo Tbilisi      |
| 2006–07   | Olimpi Rustavi (1)          | Dinamo Tbilisi          | Ameri Tbilisi       |
| 2007–08   | Dinamo Tbilisi (13)         | WIT Georgia Tbilisi     | Zestaponi           |
| 2008–09   | WIT Georgia Tbilisi (2)     | Dinamo Tbilisi          | Olimpi Rustavi      |
| 2009–10   | Olimpi Rustavi (2)          | Dinamo Tbilisi          | Zestaponi           |
| 2010–11   | Zestaponi (1)               | Dinamo Tbilisi          | Olimpi Rustavi      |
| 2011–12   | Zestaponi (2)               | Metalurgi Rustavi       | Torpedo Kutaisi     |
| 2012–13   | Dinamo Tbilisi (14) †       | Dila Gori               | Torpedo Kutaisi     |
| 2013–14   | Dinamo Tbilisi (15) †       | Zestaponi               | Sioni Bolnisi       |
| 2014–15   | Dila Gori (1)               | Dinamo Batumi           | Dinamo Tbilisi      |
| 2015–16   | Dinamo Tbilisi (16) †       | Samtredia               | Dila Gori           |
| 2016      | Samtredia (1)               | Chikhura Sachkhere      | Dinamo Batumi       |

Với tên gọi Erovnuli Liga (Giải đấu quốc gia)
| Mùa giải | Vô địch             | Á quân          | Hạng ba         |
| -------- | ------------------- | --------------- | --------------- |
| 2017     | Torpedo Kutaisi (4) | Dinamo Tbilisi  | Samtredia       |
| 2018     | Saburtalo (1)       | Dinamo Tbilisi  | Torpedo Kutaisi |
| 2019     | Dinamo Tbilisi (17) | Dinamo Batumi   | Saburtalo       |
| 2020     | Dinamo Tbilisi (18) | Dinamo Batumi   | Dila Gori       |
| 2021     | Dinamo Batumi (1)   | Dinamo Tbilisi  | Dila Gori       |
| 2022     | Dinamo Tbilisi (19) | Dinamo Batumi   | Dila Gori       |
| 2023     | Dinamo Batumi (2)   | Dinamo Tbilisi  | Torpedo Kutaisi |
| 2024     | Iberia 1999 (2)     | Torpedo Kutaisi | Dila Gori       |

## Thống kê

### Theo câu lạc bộ
| Đội               | Vô địch | Á quân | Hạng ba | Mùa giải vô địch |
| ----------------- | ------- | ------ | ------- | --- |
| Dinamo Tbilisi    | 19      | 8      | 6       | 1990, 1991, 1991–92, 1992–93, 1993–94, 1994–95, 1995–96, 1996–97, 1997–98, 1998–99, 2002–03, 2004–05, 2007–08, 2012–13, 2013–14, 2015–16, 2019, 2020, 2022 |
| Torpedo Kutaisi   | 4       | 4      | 6       | 1999–2000, 2000–01, 2001–02, 2017 |
| Dinamo Batumi     | 2       | 5      | 2       | 2021, 2023 |
| WIT Georgia       | 2       | 3      | 1       | 2003–04, 2008–09 |
| FC Zestaponi      | 2       | 1      | 2       | 2010–11, 2011–12 |
| Metalurgi Rustavi | 2       | 1      | 4       | 2006–07, 2009–10 |
| Iberia            | 2       | 0      | 1       | 2018, 2024 |
| Samtredia         | 1       | 2      | 1       | 2016 |
| Dila Gori         | 1       | 1      | 5       | 2014–15 |
| Sioni Bolnisi     | 1       | 1      | 1       | 2005–06 |